# Costus erythrophyllus
Costus erythrophyllus là một loài thực vật có hoa trong họ Costaceae. Loài này được Loes. mô tả khoa học đầu tiên năm 1929.